# Shelton (Connecticut)
Shelton és una ciutat dels Estats Units a l'estat de Connecticut. Segons el cens del 2000 tenia 38.101 habitants.

## Demografia
Segons el cens del 2000, Shelton tenia 40.142 habitants. La densitat de població era de 481,2 habitants/km².
Per edats la població es repartia de la següent manera: un 23,5% tenia menys de 18 anys, un 5,8% entre 18 i 24, un 30% entre 25 i 44, un 25,7% de 45 a 60 i un 14,9% 65 anys o més.
L'edat mediana era de 40 anys. Per cada 100 dones de 18 o més anys hi havia 90,3 homes.
La renda mediana per habitatge era de 67.292 $ i la renda mediana per família de 75.523 $. Els homes tenien una renda mediana de 50.210 $ mentre que les dones 36.815 $. La renda per capita de la població era de 29.893 $. Aproximadament el 2,5% de les famílies i el 3,2% de la població estaven per davall del llindar de pobresa.

## Poblacions més properes
El següent diagrama mostra les poblacions més properes.